# Mary Lawlor
Mary Lawlor (* 1952) ist eine irische Psychologin, Erziehungswissenschaftlerin und Menschenrechtsexpertin. Seit 2020 ist sie Sonderberichterstatterin zur Lage von Menschenrechtsverteidigern beim UN-Menschenrechtsrat.

## Herkunft und Ausbildung
Mary Lawlor wurde 1952 als zweitälteste von sieben Schwestern geboren und wuchs in Kilmacud, einem Vorort von Dublin, auf. Sie absolvierte von 1969 bis 1972 ein Studium in Philosophie und Psychologie am University College Dublin und im Anschluss Aufbaustudiengänge in Montessoripädagogik (1973–1974) in Sion Hill und Personalmanagement (1974–1976).

## Karriere
Nach ihrem Studium arbeitete sie einige Jahre als Vertreterin von Enzyklopädien in Kanada und als Vorschulpädagogin.
Später schloss sie sich der irischen Sektion von Amnesty International an, die von Friedensnobelpreisträger Seán MacBride gegründet worden war. Zunächst arbeitete sie als Fundraiserin, 1975 wurde sie Mitglied des Vorstands, von 1983 bis 1987 Vorstandsvorsitzende, von 1988 bis 2000 war sie Direktorin der irischen Sektion.
2001 gründete sie Front Line Defenders, eine Organisation zur Unterstützung gewaltfrei agierender Menschenrechtsaktivisten. Sie leitete die Organisation bis 2016 als Exekutivdirektorin.
Sie war maßgeblich an der Formulierung der EU-Leitlinien zum Schutz von Menschenrechtsverteidigern beteiligt, die im Juni 2004 vom Rat der Europäischen Union verabschiedet wurden.
Seit Juli 2016 ist sie außerordentliche Professorin für Wirtschaft und Menschenrechte an der Business School des Trinity College in Dublin.

## Sonstige Aufgaben
Lawlor ist Mitglied der Vorstände des Irish Council for Civil Liberties, des University College Dublin Centre for Ethics in Public Life und des Norwegian Human Rights Fund.
Im März 2020 wurde Lawlor als Nachfolgerin von Michel Forst zur Sonderberichterstatterin zur Lage von Menschenrechtsverteidigern beim UN-Menschenrechtsrat ernannt.

## Auszeichnungen
- 2007 König-Baudouin-Preis für Front Line Defenders[1]
- 2008 Irish Life WMB Social Entrepreneur of the Year Award[7]
- 2011 Irish Tatler Woman of the Year Special Recognition Award[7]
- 2014 Ernennung zur Chevalière der französischen Ehrenlegion[8]
- 2014 Ehrendoktorwürde des Trinity College Dublin[7]
- 2016 Deutsch-Französischer Preis für Menschenrechte und Rechtsstaatlichkeit[3]
- 2017 Ehrendoktorwürde des University College Dublin[7]
- 2019 Dóchas Lifetime Achievement Award[7]

## Privates
Sie ist seit 1979 verheiratet und hat drei Kinder.